# Déterminant fonctionnel
En analyse fonctionnelle, une branche des mathématiques, il est parfois possible de généraliser la notion de déterminant d'une matrice carrée d'ordre fini (représentant une transformation linéaire d'un espace vectoriel de dimension finie vers lui-même) au cas de dimension infinie d'un opérateur linéaire S mappant un espace fonctionnel V à lui-même. La quantité correspondante det(S) est appelée le déterminant fonctionnel de S.
Il existe plusieurs formules pour le déterminant fonctionnel. Ils sont tous basés sur le fait que le déterminant d'une matrice finie est égal au produit des valeurs propres de la matrice. Une définition mathématiquement rigoureuse est via la fonction zêta de l'opérateur ,
{\displaystyle \zeta _{S}(a)=\operatorname {tr} (S^{-a}),}
où tr représente la trace fonctionnelle : le déterminant est alors défini par
{\displaystyle \det S=\mathrm {e} ^{-\zeta _{S}'(0)}\,,}
où la fonction zêta au point s = 0 est définie par prolongement analytique. Une autre généralisation possible, souvent utilisée par les physiciens lors de l'utilisation du formalisme d'intégrale de chemin de Feynman en théorie quantique des champs (QFT), utilise une intégrale fonctionnelle :
{\displaystyle \det S\propto \left(\int _{V}{\mathcal {D}}\phi \;\mathrm {e} ^{-\langle \phi ,S\phi \rangle }\right)^{-2}\,.}
Cette intégrale de chemin n'est bien définie que jusqu'à une certaine constante multiplicative divergente. Pour lui donner un sens rigoureux, il doit être divisé par un autre déterminant fonctionnel, annulant ainsi effectivement les « constantes » problématiques.
Ce sont maintenant, ostensiblement, deux définitions différentes du déterminant fonctionnel, l'une provenant de la théorie quantique des champs et l'autre de la théorie spectrale. Chacun implique une sorte de régularisation : dans la définition populaire en physique, deux déterminants ne peuvent être comparés qu'entre eux ; en mathématiques, la fonction zêta a été utilisée. Osgood, Phillips & Sarnak (1988) ont montré que les résultats obtenus en comparant deux déterminants fonctionnels dans le formalisme de la théorie quantique des champs concordent avec les résultats obtenus par le déterminant fonctionnel zêta.

## Définir des formules

### Par une intégrale de chemin
Pour un opérateur auto-adjoint positif S sur un espace euclidien de dimension finie V, la formule est vérifiée :
{\displaystyle {\frac {1}{\sqrt {\det S}}}=\int _{V}\mathrm {e} ^{-\pi \langle x,Sx\rangle }\,\mathrm {d} x}
Le problème est de trouver un moyen de donner un sens au déterminant d'un opérateur S sur un espace fonctionnel de dimension infinie. Une approche, privilégiée dans la théorie quantique des champs, dans laquelle l'espace des fonctions est constitué de chemins continus sur un intervalle fermé, consiste à tenter formellement de calculer l'intégrale
{\displaystyle \int _{V}\mathrm {e} ^{-\pi \langle \phi ,S\phi \rangle }\,{\mathcal {D}}\phi }
où V est l'espace des fonctions et {\displaystyle \langle \cdot ,\cdot \rangle } le produit interne L2, et {\displaystyle {\mathcal {D}}\phi } la mesure de Wiener. L'hypothèse de base sur S est qu'il doit être auto-adjoint et avoir un spectre discret λ1, λ2, λ3, … avec un ensemble correspondant de fonctions propres f1, f2, f3, … qui sont complètes dans L2 (comme ce serait par exemple le cas pour l'opérateur de dérivée seconde sur un intervalle compact Ω). Cela signifie grossièrement que toutes les fonctions φ peuvent être écrites comme des combinaisons linéaires des fonctions fi :
{\displaystyle |\phi \rangle =\sum _{i}c_{i}|f_{i}\rangle \quad {\text{avec}}\ c_{i}=\langle f_{i}|\phi \rangle .}
Par conséquent, le produit scalaire dans l'exponentielle peut être écrit comme
{\displaystyle \langle \phi |S|\phi \rangle =\sum _{i,j}c_{i}^{*}c_{j}\langle f_{i}|S|f_{j}\rangle =\sum _{i,j}c_{i}^{*}c_{j}\delta _{ij}\lambda _{i}=\sum _{i}|c_{i}|^{2}\lambda _{i}.}
Dans la base des fonctions fi, l'intégration fonctionnelle se réduit à une intégration sur toutes les fonctions de base. Formellement, en supposant que le cas de la dimension finie se répercute comme supposé dans le cadre de la dimension infinie, la mesure devrait alors être égale à
{\displaystyle {\mathcal {D}}\phi =\prod _{i}{\frac {\mathrm {d} c_{i}}{2\pi }}.}
Cela fait de l'intégrale fonctionnelle un produit d'intégrales gaussiennes :
{\displaystyle \int _{V}{\mathcal {D}}\phi \;\mathrm {e} ^{-\langle \phi |S|\phi \rangle }=\prod _{i}\int _{-\infty }^{+\infty }{\frac {\mathrm {d} c_{i}}{2\pi }}\mathrm {e} ^{-\lambda _{i}c_{i}^{2}}.}
Les intégrales peuvent alors être évaluées :
{\displaystyle \int _{V}{\mathcal {D}}\phi \;\mathrm {e} ^{-\langle \phi |S|\phi \rangle }=\prod _{i}{\frac {1}{2{\sqrt {\pi \lambda _{i}}}}}={\frac {C}{\prod _{i}{\sqrt {\lambda _{i}}}}}}
où C est une constante infinie qui doit être traitée par une procédure de régularisation. Le produit de toutes les valeurs propres est égal au déterminant pour les espaces de dimension finie, et on définit donc formellement que c'est également le cas dans le cas de la dimension infinie. Cela se traduit par la formule
{\displaystyle \int _{V}{\mathcal {D}}\phi \;\mathrm {e} ^{-\langle \phi |S|\phi \rangle }\propto {\frac {1}{\sqrt {\det S}}}.}
Si toutes les quantités convergent dans un sens approprié, alors le déterminant fonctionnel peut être décrit comme une limite classique (Watson et Whittaker). Sinon, il est nécessaire d'effectuer une sorte de régularisation. La plus usuelle pour le calcul des déterminants fonctionnels est la régularisation zêta . Par exemple, cela permet de calculer le déterminant des opérateurs de Laplace et de Dirac sur une variété riemannienne, en utilisant la fonction zêta de Minakshisundaram-Pleijel (en). Sinon, il est aussi possible de considérer le quotient de deux déterminants, faisant s'annuler les constantes divergentes.

### Par la fonction zêta
Soit S un opérateur différentiel elliptique à coefficients lisses qui est positif sur les fonctions de support compact. Autrement dit, il existe une constante c > 0 telle que
{\displaystyle \langle \phi ,S\phi \rangle \geq c\langle \phi ,\phi \rangle }
pour toutes les fonctions lisses à support compact φ. Alors S admet un prolongement auto-adjoint vers un opérateur sur L 2 de borne inférieure c. Les valeurs propres de S peuvent être disposées en une suite
{\displaystyle 0<\lambda _{1}\leq \lambda _{2}\leq \cdots ,\qquad \lambda _{n}\to \infty .}
Alors la fonction zêta de S est définie par la série :
{\displaystyle \zeta _{S}(s)=\sum _{n=1}^{\infty }{\frac {1}{\lambda _{n}^{s}}}.}
On sait que ζ S a un prolongement méromorphe à tout le plan. De plus, bien que l'on puisse définir la fonction zêta dans des situations plus générales, la fonction zêta d'un opérateur différentiel elliptique (ou opérateur pseudo-différentiel) est régulière en {\displaystyle s=0}.
Formellement, dériver cette série terme à terme donne
{\displaystyle \zeta _{S}'(s)=\sum _{n=1}^{\infty }{\frac {-\ln \lambda _{n}}{\lambda _{n}^{s}}},}
et donc si le déterminant fonctionnel est bien défini, alors il devrait être donné par
{\displaystyle \det S=\exp \left(-\zeta _{S}'(0)\right).}
Puisque la suite analytique de la fonction zêta est régulière en zéro, cela peut être rigoureusement adopté comme définition du déterminant.
Ce type de déterminant fonctionnel zêta-régularisé apparaît également lors de l'évaluation des sommes de la forme {\textstyle \sum _{n=0}^{\infty }{\frac {1}{(n+a)}}}. L'intégration en a donne {\textstyle \sum _{n=0}^{\infty }\ln(n+a)} qui peut simplement être considéré comme le logarithme du déterminant pour un oscillateur harmonique. Cette dernière valeur est juste égale à {\displaystyle -\partial _{s}\zeta _{H}(0,a)}, où {\displaystyle \zeta _{H}(s,a)} est la fonction zêta de Hurwitz.

## Exemple pratique

Le puits de potentiel infini avec A = 0.

### Puits de potentiel infini
On calcule le déterminant de l'opérateur suivant décrivant le mouvement d'une particule de mécanique quantique dans un puits de potentiel infini :
{\displaystyle \det \left(-{\frac {\mathrm {d} ^{2}}{\mathrm {d} x^{2}}}+A\right)\qquad (x\in [0,L]),}
où A est la profondeur du potentiel et L est la longueur du puits. On va calculer ce déterminant en diagonalisant l'opérateur et en multipliant les valeurs propres. Pour ne pas avoir à s'embarrasser de la constante divergente sans intérêt, nous allons calculer le quotient entre les déterminants de l'opérateur de profondeur A et de l'opérateur de profondeur A = 0. Les valeurs propres de ce potentiel sont égales à
{\displaystyle \lambda _{n}={\frac {n^{2}\pi ^{2}}{L^{2}}}+A\qquad (n\in \mathbb {N} \setminus \{0\}).}
Cela signifie que
{\displaystyle {\frac {\det \left(-{\frac {\mathrm {d} ^{2}}{\mathrm {d} x^{2}}}+A\right)}{\det \left(-{\frac {\mathrm {d} ^{2}}{\mathrm {d} x^{2}}}\right)}}=\prod _{n=1}^{+\infty }{\frac {{\frac {n^{2}\pi ^{2}}{L^{2}}}+A}{\frac {n^{2}\pi ^{2}}{L^{2}}}}=\prod _{n=1}^{+\infty }\left(1+{\frac {L^{2}A}{n^{2}\pi ^{2}}}\right).}
On peut maintenant utiliser la formule du produit eulérien pour la fonction sinus :
{\displaystyle \sin z=z\prod _{n=1}^{\infty }\left(1-{\frac {z^{2}}{n^{2}\pi ^{2}}}\right)}
à partir de laquelle une formule similaire pour la fonction sinus hyperbolique peut être dérivée :
{\displaystyle \sinh z=-\mathrm {i} \sin(\mathrm {i} z)=z\prod _{n=1}^{\infty }\left(1+{\frac {z^{2}}{n^{2}\pi ^{2}}}\right).}
En appliquant cela, on constate que
{\displaystyle {\frac {\det \left(-{\frac {\mathrm {d} ^{2}}{\mathrm {d} x^{2}}}+A\right)}{\det \left(-{\frac {\mathrm {d} ^{2}}{\mathrm {d} x^{2}}}\right)}}=\prod _{n=1}^{+\infty }\left(1+{\frac {L^{2}A}{n^{2}\pi ^{2}}}\right)={\frac {\sinh(L{\sqrt {A}})}{L{\sqrt {A}}}}.}

### Autre façon de calculer le déterminant fonctionnel
Pour les potentiels unidimensionnels, un raccourci donnant le déterminant fonctionnel existe. On commence par considérer l'expression suivante :
{\displaystyle {\frac {\det \left(-{\frac {\mathrm {d} ^{2}}{\mathrm {d} x^{2}}}+V_{1}(x)-m\right)}{\det \left(-{\frac {\mathrm {d} ^{2}}{\mathrm {d} x^{2}}}+V_{2}(x)-m\right)}}}
où m est une constante complexe. Cette expression est une fonction méromorphe de m, ayant des zéros lorsque m est égal à une valeur propre de l'opérateur de potentiel V1(x) et un pôle lorsque m est une valeur propre de l'opérateur de potentiel V2(x). On considère maintenant les fonctions ψm
1(x) et ψm
2(x) avec
{\displaystyle \left(-{\frac {\mathrm {d} ^{2}}{\mathrm {d} x^{2}}}+V_{i}(x)-m\right)\psi _{i}^{m}(x)=0}
respectant les conditions aux limites
{\displaystyle \psi _{i}^{m}(0)=0,\quad \qquad {\frac {\mathrm {d} \psi _{i}^{m}}{\mathrm {d} x}}(0)=1.}
Si on construit la fonction
{\displaystyle \Delta (m)={\frac {\psi _{1}^{m}(L)}{\psi _{2}^{m}(L)}},}
qui est aussi une fonction méromorphe de m, on voit qu'elle a exactement les mêmes pôles et zéros que le quotient de déterminants qu'on cherche à calculer : si m est une valeur propre de l'opérateur numéro un, alors ψm
1(x) en sera une fonction propre, c'est-à-dire ψm
1(L) = 0 ; et de manière analogue pour le dénominateur. D'après le théorème de Liouville, deux fonctions méromorphes avec les mêmes zéros et pôles doivent être proportionnelles l'une à l'autre. Dans le cas étudié, la constante de proportionnalité s'avère être égale à 1, et on obtient
{\displaystyle {\frac {\det \left(-{\frac {\mathrm {d} ^{2}}{\mathrm {d} x^{2}}}+V_{1}(x)-m\right)}{\det \left(-{\frac {\mathrm {d} ^{2}}{\mathrm {d} x^{2}}}+V_{2}(x)-m\right)}}={\frac {\psi _{1}^{m}(L)}{\psi _{2}^{m}(L)}}}
pour toutes les valeurs de m. Pour m = 0, on obtient
{\displaystyle {\frac {\det \left(-{\frac {\mathrm {d} ^{2}}{\mathrm {d} x^{2}}}+V_{1}(x)\right)}{\det \left(-{\frac {\mathrm {d} ^{2}}{\mathrm {d} x^{2}}}+V_{2}(x)\right)}}={\frac {\psi _{1}^{0}(L)}{\psi _{2}^{0}(L)}}.}

### Le potentiel infini bien revisité
Le problème de la section précédente peut être résolu plus facilement avec ce formalisme. Les fonctions  ψm
1(x) et ψm
2(x) vérifient :
{\displaystyle {\begin{aligned}&\left(-{\frac {\mathrm {d} ^{2}}{\mathrm {d} x^{2}}}+A\right)\psi _{1}^{0}=0,\qquad \psi _{1}^{0}(0)=0\quad ,\qquad {\frac {\mathrm {d} \psi _{1}^{0}}{\mathrm {d} x}}(0)=1,\\&-{\frac {\mathrm {d} ^{2}}{\mathrm {d} x^{2}}}\psi _{2}^{0}=0,\qquad \psi _{2}^{0}(0)=0,\qquad {\frac {\mathrm {d} \psi _{2}^{0}}{\mathrm {d} x}}(0)=1,\end{aligned}}}
donnant les solutions suivantes :
{\displaystyle {\begin{aligned}&\psi _{1}^{0}(x)={\frac {1}{\sqrt {A}}}\sinh(x{\sqrt {A}}),\\&\psi _{2}^{0}(x)=x.\end{aligned}}}
Cela donne l'expression finale
{\displaystyle {\frac {\det \left(-{\frac {\mathrm {d} ^{2}}{\mathrm {d} x^{2}}}+A\right)}{\det \left(-{\frac {\mathrm {d} ^{2}}{\mathrm {d} x^{2}}}\right)}}={\frac {\sinh(L{\sqrt {A}})}{L{\sqrt {A}}}}.}